# Caropane
Il termine Caropane indicava una indennità istituita dopo la fine del secondo conflitto mondiale, in Italia, a decorrere dal 16 aprile 1947, tramite un Decreto Legislativo del Capo provvisorio dello Stato. Si trattava di una retribuzione aggiuntiva riferita a determinati tipi di lavoratori. Questo trattamento economico aveva la funzione di adeguare gli emolumenti all'aumento del costo del pane e della pasta, causato dall'abolizione del prezzo politico del pane stesso. Fu soppressa il 10 dicembre 1959, tramite la Legge Ordinaria numero 1085.

## Valore
Il valore dell'indennità era pari a lire 104. Per determinati tipi di lavoratori l'indennità aveva un diverso importo, ossia: lire 312 per i minatori e i boscaioli; lire 156 per gli addetti ai lavoratori pesanti, i braccianti agricoli e i salariati; lire 208 per i lavoratori addetti a mansioni definite dal decreto "pesantissimi".